# Cuatro regiones

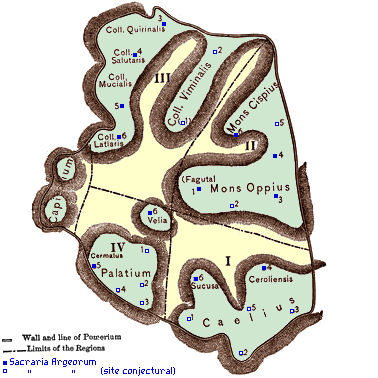
Plano aproximado de las cuatro regiones en las que estuvo dividida la Roma antigua durante la época republicana.

Las cuatro regiones  fueron cada una de las divisiones en las que estaba organizada la ciudad de Roma en tiempos republicanos. Sus orígenes estuvieron quizá en la época de Servio Tulio y continuó vigente hasta la reforma de Augusto.

## Origen
La tradición romana atribuyó a Servio Tulio la organización de los habitantes de la ciudad en cuatro tribus. Si bien fue un reparto puramente político, siguiendo a Marco Terencio Varrón se cree que estuvo basada en una división local preexistente dentro del pomerium. Esta ciudad de las cuatro regiones fue un estadio intermedio entre el asentamiento en el Palatino y la ciudad serviana, etapa que fue el resultado del sinecismo de los asentamientos del Palatino y el Esquilino alrededor del siglo VII a. C. Esta organización estuvo vigente hasta la reforma de Augusto.

## Descripción
Toda el área dentro del pomerium estaba incluida en estas regiones excepto el monte Capitolino, tal vez porque esta colina siempre fue considerada la ciudadela y el centro religioso de la ciudad y no una división local. El conocimiento del área de las regiones se deriva principalmente de la descripción que Varrón hace de la ubicación de los sacraria del Argei. Esta descripción estaba basada en documentos que representaban las condiciones topográficas del siglo III a. C. Su relato es incompleto y algo oscuro. Distribuye veintisiete sacraria entre las cuatro regiones, once de los cuales se pueden ubicar con certeza razonable, trece son conjeturables y los tres restantes son completamente desconocidos. El límite exterior fue el pomerium, que coincidía con la muralla serviana hasta la época de Sila, pero se excluyó el Aventino.
La región I, llamada Suburana, comprendía la Subura, el Ceroliense y el Celio; la región II, Esquilina, el Opio y el Cispio; la región III, Collina, el Viminal y el Quirinal; la región IV, Palatina, el Palatino, la Velia y el Germalo. No es posible trazar los límites externos de estas regiones con exactitud, ni es seguro que las cuatro se encontraran en un punto cerca de la Velia.